# Ljubljanska borza
Ljubljanska borza, d. d., Ljubljana je finančna ustanova (borza), ki omogoča trgovanje z vrednostnimi papirji. Sedež ima na Slovenski cesti 56 v Ljubljani. Borza je bila ustanovljena 26. decembra 1989. V letu 2015 jo je njena prejšnja lastnica Skupina CEESEG prodala Zagrebški borzi. Predsednik uprave je Aleš Ipavec, članica uprave je Nina Vičar.
Poslanstvo Ljubljanske borze je zagotavljati varno, učinkovito in uspešno delovanje organiziranega dela slovenskega trga kapitala.
Borza je delniška družba, ustanovljena za zagotavljanje pogojev za povezovanje ponudbe in povpraševanja po vrednostnih papirjih in za trgovanje z drugimi finančnimi instrumenti, oziroma za organizirano, pregledno, likvidno in učinkovito poslovanje z vrednostnimi papirji in drugimi finančnimi inštrumenti. Poslovanje z vrednostnimi papirji in drugimi finančnimi inštrumenti se organizira v skladu z zakonom in Statutom ter pravili, navodili in drugimi splošnimi akti borze.
Na organiziranem trgu Ljubljanske borze se trguje na sledečih segmentih:
- trg delnic
  - prva kotacija
  - standardna kotacija
- trg obveznic
  - obveznice
  - instrumenti denarnega trga
    - zakladnice, menice
    - komercialni zapisi
- trg strukturiranih produktov
  - delnice investicijskih družb
  - investicijski kuponi
  - certifikati
  - nakupni boni
  - pravice
  - drugi produkti

Struktura borznega trga temelji na vrsti finančnega instrumenta ter na kvaliteti posameznega finančnega instrumenta (velikost, likvidnost, kvalitetno transparentno poslovanje, način trgovanja).
V Prvi kotaciji so borzne družbe, ki izstopajo po svoji mednarodni odprtosti, likvidnosti, velikosti in transparentnosti poslovanja. Za vlagatelja pomeni Prva kotacija določeno zagotovilo kakovosti vrednostnega papirja, ki predstavlja sorazmerno varnost naložbe.

## SEOnet
SEOnet je sistem elektronskega obveščanja Ljubljanske borze, preko katerega lahko izdajatelji in drugi uporabniki hitro in enostavno objavljajo nadzorovane in druge informacije na spletnem naslovu http://seonet.ljse.si Na SEOnet so brezplačno na voljo informacije o poslovanju borznih družb, kot so letna in kvartalna poročila ter tudi pretekle in tekoče informacije, za katere družbe menijo, da lahko vplivajo na ceno delnice, prospekti in druge pomembne informacije.

## Osnove trgovanja
Glavni segment trga je Prva kotacija, katero sestavlja devet družb. Trgovanje z vrednostnimi papirji poteka preko borznoposredniških hiš in bank, ki so članice Ljubljanske borze; teh je trenutno 13. Za začetek trgovanja na borzi je treba z izbrano borznoposredniško družbo ali banko podpisati pogodbo o borznem posredovanju in poskrbeti za odprtje trgovalnega računa.  
Borza trguje predsem od ponedeljka do petka od 8:15 do 15:30. Otvoritvena avkcija je 8:15 – 9:15, osrednja faza trgovanja 9:15 – 15:15, zaključna avkcija 15:15 do 15:30. Trg je delno odprt 8:00 – 8:15 in 15:30 do 16:00.
Poznamo dva načina trgovanja:
- neprekinjen način trgovanja (za bolj likvidne vrednostne papirje)
- avkcijski način trgovanja (za manj likvidne vrednostne papirje)

Poravnava poslov se naredi pri Centralno klirinški depotni družbi (KDD), medtem ko je regulator trga Agencija za trg vrednostnih papirjev (ATVP).
Ljubljanska borza trguje na mednarodni trgovalni platformi Xetra®, ki omogoča vnos različnih vrst naročil za trgovanje ter različne trgovalne mehanizme, kot so neprekinjeno in avkcijsko trgovanje, otvoritvene, prekinitvene in zaključne avkcije ter vzdrževanje likvidnosti. Neprekinjeno trgovanje se začne ob 9.15 uri z odprtjem otvoritvene avkcije in potem omogoča neprekinjeno sklepanje poslov po tečajih v okviru vsakokratne najboljše ponudbe in povpraševanja. V avkcijskem načinu trgovanja, ki je namenjeno manj likvidnim delnicam, se vsi posli za posamezno delnico sklenejo enkrat v dnevu po enem samem tečaju. Vsa naročila vlagateljev lahko v sistem Xetra vnašajo le borzni posredniki. Vnos naročil je možen vsak trgovalni dan od 8.00 ure dalje, samo trgovanje pa poteka med 9.15 in 14.30 uro. 

## Borzni indeksi
Ljubljanska borza ima en indeks, to je SBI TOP indeks, ki predstavlja slovenski blue chip indeks. SBI TOP služi kot »benchmark« indeks, ki nudi informacije o gibanju cen najbolj likvidnih in največjih delnic na organiziranem trgu. Gre za indeks celotnega trga oziroma »broadband« indeks, katerega namen je slediti najboljšim delnicam na Ljubljanski borzi in tako nuditi osnovo za naprednejše finančne produkte.

## SI ENTER trg[3]
SI ENTER je večstranski sistem trgovanja (ang. multilateral trading facility - MTF), katerega upravlja Ljubljanska borza. Platforma omogoča trgovanje z vrednostnimi papirji, ki niso uvrščeni na borzni trg in v primerjavi z OTC trgom zagotavlja transparentnejše ter boljše oblikovanje tečajev. 
Pri investiranju v vrednostne papirje, s katerimi se trguje na trgu SI ENTER, morajo vlagatelji vzeti v obzir naslednje:
- ta trg predstavlja alternativni trg borznemu trgu;
- na tem trgu se, v primerjavi z borznim trgom, zahteva nižja transparentnost poslovanja, zaradi cesar prinaša trgovanje z vrednostnimi papirji na tem trgu večja investicijska tveganja.

SI ENTER je sestavljen iz naslednjih trgov oz. tržnih segmentov:
TRG DELNIC
- ENTER Advance - segment z višjo transparentnostjo poslovanja;
- ENTER Basic - segment z nižjo transparentnostjo poslovanja.

TRG DOLŽNIŠKIH VREDNOSTNIH PAPIRJEV
- ENTER Obveznice
- ENTER Komercialni zapisi

## PROGRESS trg[4]
Progress je večstranski sistem trgovanja (ang. multilateral trading facility - MTF), namenjen vrednostnim papirjem malih in srednje velikih podjetji (ang. small and medium-sized enterprises - SME). Progress deluje kot segment večstranskega sistema trgovanja SI ENTER, ki ga upravlja Ljubljanska borza. Trg Progress je stičišče najštevilčnejšega segmenta slovenskega gospodarstva (MSP) in finančnega sveta, ki mu urejen sistem trgovanja in transparentno poslovanje izdajateljev ponujata obširen nabor naložbenih priložnosti.

## Zgodovina Ljubljanske borze[5]
Borza od leta 1924 do 1942
Dne, 18. avgusta 1924 je bil prvi poslovni dan na prvi borzi v Ljubljani, ki je poslovala z vrednostnimi papirji, imenovanimi efekti oziroma vrednotami in z blagom. Dva dni pred prvim trgovanjem, pa je potekala tudi slavnostna otvoritev. Prvi poslovni prostori so bili v današnji Filharmoniji, izvoljeni predsednik borze pa je bil Dragotin Hribar. 
Ob otvoritvi se je na borzi na področju vrednostnih papirjev trgovalo s 27 papirji, med katerimi je bilo največ državnih, ostali pa so bili vrednostni papirji predvsem slovenskih denarnih zavodov in industrijskih podjetij. Med izdajatelji papirjev so bili tudi nekateri predhodniki današnjih znanih slovenskih podjetij, kot npr. Pivovarna Union, Ljubljana; Union, hotelska in stavbinska, d. d., Ljubljana; Tekstilna, Kočevje; Trboveljska premogokopna družba, Ljubljana; Tovarna dušika, Ruše; Združene papirnice, Ljubljana itd ... 
V prvih treh letih poslovanja predvojne borze je bilo največ prometa ustvarjenega v trgovanju z blagom. Od leta 1927, ko je bil dovoljen tudi promet z devizami in valutami, pa je devizni promet postal prevladujoč.  
Osnovni akt borze je bil statut, ki ga je moral podpisati minister za trgovino in industrijo. Statut je med drugim določal tudi vsebino trgovanja na borzi, formalnosti o poslovanju, pogoje včlanjevanja, pravice in dolžnosti članov borze in ostale pomembne določbe. 
Posledice druge svetovne vojne je čutila tudi takratna borza in z letom 1942 ni bilo praktično več nikakršnega prometa z devizami, valutami in efekti, po koncu vojne pa tudi ni več obstajala. Po skoraj 50- letni prekinitvi je bila 26. decembra 1989 ustanovljena Ljubljanska borza - delniška družba, Ljubljana, ki je dobre tri mesece kasneje začela tudi redno poslovati z različnimi finančnimi instrumenti. 

## Dogodki Ljubljanske borze
Ljubljanska borza organizira različne dogodke tekom leta, katerih prvi cilj je promocija slovenskega trga kapitala. Med pomembnejše dogodke spadajo: 
- Investicijska konferenca Ljubljanske borze
- Slovenska in hrvaška dneva investitorjev, Zagreb
- Nagrade Ljubljanske borze
- Webcasti "Slovenske borzne družbe online
- Teden odprtih vrat
- So-organizacija Finančne konference s časnikom Finance